# Pasir Mas
Pasir Mas (en malayo: Pasir Mas) es una localidad de Malasia, en el estado de Kelantan.
Se encuentra a 13 m sobre el nivel del mar. 

## Demografía
Se cree que en 2010 contaba con 19 231 habitantes.